# 昂德旺皮埃尔蓬
昂德旺皮埃尔蓬（法語：Han-devant-Pierrepont，法語發音：[ɑ̃ dəvɑ̃ pjɛʁpɔ̃]，意为“皮埃尔蓬前方的昂”）是法国默尔特-摩泽尔省的一个市镇，属于布里埃区。

## 地理
昂德旺皮埃尔蓬（49°23'50"N, 5°42'24"E）面积4.96 平方千米，位于法国大東部大區默尔特-摩泽尔省，该省份为法国东北部内陆省份，是洛林的一部分，北邻比利时、卢森堡，北起顺时针与摩泽尔省、下莱茵省、孚日省和默兹省接壤。
与昂德旺皮埃尔蓬接壤的市镇（或旧市镇、城区）包括：布瓦蒙、下梅尔西、皮埃尔蓬、圣叙普莱、克吕讷河畔阿朗西、圣皮埃尔维莱。
昂德旺皮埃尔蓬的时区为UTC+01:00、UTC+02:00（夏令时）。

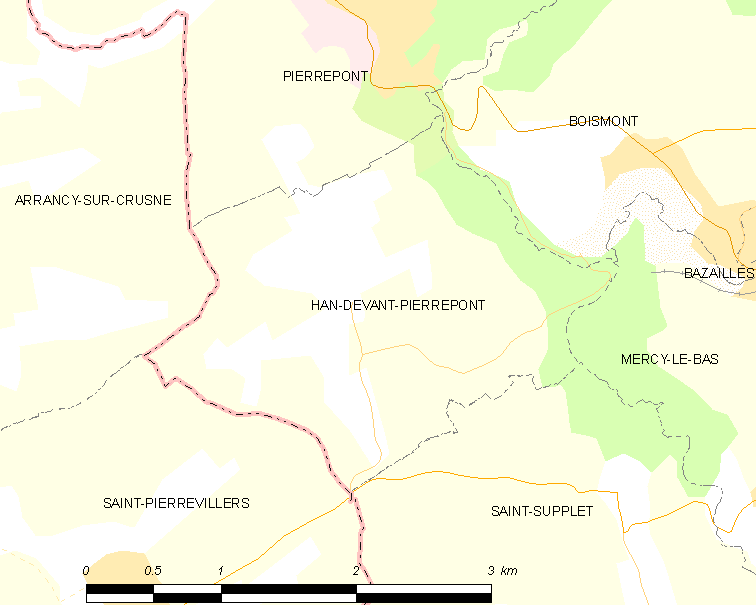
昂德旺皮埃尔蓬的OSM定位图

## 行政
昂德旺皮埃尔蓬的邮政编码为54620，INSEE市镇编码为54602。

## 政治
昂德旺皮埃尔蓬所属的省级选区为蒙圣马丹县。

## 人口

1962-2008年间昂德旺皮埃尔蓬人口变化图示

昂德旺皮埃尔蓬于2022年1月1日时的人口数量为146人。